# Кеннет Лонерган
Кеннет Лонерган (англ. Kenneth Lonergan; нар. 16 жовтня 1962, Нью-Йорк, США) — американський режисер, драматург та сценарист.

## Біографія
Кеннет Лонерган народився в Нью-Йорку, США в родині лікарів. Кеннет — наймолодший з двох синів побачив світ у Бронксі, але згодом родина переїхала в Мангеттен. Коли хлопчику було п'ять, батьки розлучилися, мати одружилася з психіатром. Біологічний батько Кеннета був ірландцем, а мати з вітчимом — євреї. Навчався в нині непрацюючій приватній школі Волдена, де й почав писати п'єси. Здобувати освіту продовжив у Весліанському університеті, але через рік почав вивчати драматургію в Нью-Йоркському університеті, який закінчив у 1985.

## Кар'єра
Ранніми роботи Лоренгана були сценарії театральних вистав. За один з яких Кеннет пізніше був номінований на Пулітцерівську премію. Та якось він вирішив спробувати себе як сценарист у Голлівуді. У нього вже був досвід створення сюжету для одного з епізодів мультсеріалу «Даг», а у 1999 Гарольд Раміс зніме комедію за сценарієм Кеннета «Аналізуй це». Уже наступного року він спробує себе як режисера драми «Можеш розраховувати на мене». Робота була оцінена критиками, зокрема здобула нагороду у двох номінаціях премії «Незалежний дух» і премію Асоціації кінокритиків Лос-Анджелеса за найкращий сценарій. 
У 2002 вийшла в прокат стрічка «Аналізуй те» — продовження комедії «Аналізуй це», Кеннет виступив одним зі сценаристів фільму. Того ж року світ побачила історична драма Мартіна Скорсезе «Банди Нью-Йорка»  над якою попрацював Кеннет. Наступною режисерською роботою став фільм «Маргарет», після якого він розпочав знімання драматичної стрічки «Манчестер біля моря». Фільм зібрав численну кількість номінацій та нагород.

## Особисте життя
У 2000 Кеннет Лонерган одружився з акторкою Джей Сміт-Камерон. У пари є донька Неллі.

## Фільмографія
| Рік  | Назва                         | Оригінальна назва                      | Примітки              |
| ---- | ----------------------------- | -------------------------------------- | --------------------- |
| 1994 | «Даг»                         | Doug                                   | сценарист             |
| 1999 | «Аналізуй це»                 | Analyze This                           | сценарист             |
| 2000 | «Можеш розраховувати на мене» | You Can Count On Me                    | режисер, сценарист    |
| 2000 | «Пригоди Роккі й Бульвінкля»  | The Adventures of Rocky and Bullwinkle | сценарист             |
| 2002 | «Аналізуй те»                 | Analyze That                           | сценарист             |
| 2002 | «Банди Нью-Йорка»             | Gangs of New York                      | сценарист             |
| 2011 | «Маргарет»                    | Margaret                               | режисер, сценарист    |
| 2016 | «Манчестер біля моря»         | Manchester by the Sea                  | режисер, сценарист    |
| 2017 |                               | Howards End                            | мінісеріал; сценарист |